# Branchiostoma lanceolatum
«  Amphioxus » redirige ici. Pour les autres significations, voir Begonia amphioxus.
Espèce
Branchiostoma lanceolatum, l'amphioxus (parfois appelé lancelet) est un petit animal marin de la famille des Branchiostomatidae, un céphalochordé fusiforme sans appendice locomoteur, nageant par ondulation du corps.
Il ne possède ni cerveau ni squelette. Le tube nerveux présente un renflement au niveau de la tête appelé vésicule encéphalique. La bouche est entourée de cirres et s'ouvre sur un pharynx percé de 90 fentes branchiales débouchant dans une cavité atriale ouverte sur l'extérieur par un atriopore. Le système sanguin n'est pas centralisé mais constitué de plusieurs vaisseaux contractiles. Le sang ne contient pas de globules. Une chorde (issue du mésoderme) lui tient lieu de colonne vertébrale. À maturité sa longueur est de 4 à 8 cm, pour une hauteur de 6 à 8 mm et une largeur de 3 à 4 mm. Les Céphalocordés (Cephalochordata) ou Acrâniens, sont aussi un sous-embranchement d'animaux marins d'organisation relativement rudimentaire assez semblables d'apparence aux poissons.
Comprenant environ 25 espèces, ils vivent dans les eaux sombres des océans tempérés et tropicaux. Appartenant au groupe frère des Olfactoriens, ils sont des fossiles vivants qui ont donné origine aux vertébrés. Ils portent des génomes, récemment séquencés[évasif], qui révèlent des données décisives à l'entendement de l´évolution.
Très rares sont les fossiles des lancelets, des corps mous qui disparaissent rapidement lorsqu'ils meurent. Parmi ceux-ci, on a découvert un fossile de Pikaia sur les Rocheuses canadiennes (schistes de Burgess) , de l’époque du cambrien, daté d’il y a environ 542 et 488 millions d’années, et quelques fossiles de chordés aussi dans le dépôt de fossile de Chengjiang, en Chine.  On a trouvé en 2017 un fossile intact de lancelet, à part d’autres chordés en état pareil de conservation qui l’ont précédé dans l'évolution, sur les falaises de la côte nord de la péninsule de Peniche, au Portugal.

## Étymologie
Branchiostoma vient du grec ancien branchia « branchie » et stoma « bouche », l'animal n'ayant pas de tête différenciée comme les vertébrés mais une bouche adjacente aux fentes branchiales ; Amphioxus vient du grec amphi' « double » et oxus « pointu », allusion à la forme du corps pointu des deux extrémités).

## Distribution
On le trouve en Méditerranée et en mer Noire, dans l'océan Atlantique Nord-Est et Est Afrique, en Manche et en mer du Nord (Belgique).

## Biotope
L’amphioxus fait partie de l’endofaune marine, c’est-à-dire qu’il vit enfoui dans le substrat avec une préférence pour les fonds sablonneux, gravillonneux et sédimentaires grossiers de la zone littorale, jusqu'à environ une cinquantaine de mètres.

## Schéma anatomique
1. vésicule encéphalique (ou vésicule cérébrale)
2. chorde (ou notochorde)
3. tube nerveux
4. nageoire caudale
5. anus
6. intestin
7. vaisseau sanguin
8. atriopore (ou pore abdominal)
9. cavité pharyngienne (ou cavité atriale)
10. fente branchiale (×90)
11. pharynx
12. cavité buccale
13. cirres buccaux
14. bouche
15. gonades
16. senseur de lumière
17. nerf
18. métapleure (×2)
19. cæcum hépatique